# ATG4A
ATG4A (англ. Autophagy related 4A cysteine peptidase) – білок, який кодується однойменним геном, розташованим у людей на X-хромосомі. Довжина поліпептидного ланцюга білка становить 398 амінокислот, а молекулярна маса — 45 378.
| 10         |  | 20         |  | 30         |  | 40         |  | 50         |
| ---------- |  | ---------- |  | ---------- |  | ---------- |  | ---------- |
| MESVLSKYED |  | QITIFTDYLE |  | EYPDTDELVW |  | ILGKQHLLKT |  | EKSKLLSDIS |
| ARLWFTYRRK |  | FSPIGGTGPS |  | SDAGWGCMLR |  | CGQMMLAQAL |  | ICRHLGRDWS |
| WEKQKEQPKE |  | YQRILQCFLD |  | RKDCCYSIHQ |  | MAQMGVGEGK |  | SIGEWFGPNT |
| VAQVLKKLAL |  | FDEWNSLAVY |  | VSMDNTVVIE |  | DIKKMCRVLP |  | LSADTAGDRP |
| PDSLTASNQS |  | KGTSAYCSAW |  | KPLLLIVPLR |  | LGINQINPVY |  | VDAFKECFKM |
| PQSLGALGGK |  | PNNAYYFIGF |  | LGDELIFLDP |  | HTTQTFVDTE |  | ENGTVNDQTF |
| HCLQSPQRMN |  | ILNLDPSVAL |  | GFFCKEEKDF |  | DNWCSLVQKE |  | ILKENLRMFE |
| LVQKHPSHWP |  | PFVPPAKPEV |  | TTTGAEFIDS |  | TEQLEEFDLE |  | EDFEILSV   |

A: Аланін

C: Цистеїн

D: Аспарагінова кислота

E: Глутамінова кислота

F: Фенілаланін

G: Гліцин

H: Гістидин

I: Ізолейцин

K: Лізин

L: Лейцин

M: Метіонін

N: Аспарагін

P: Пролін

Q: Глутамін

R: Аргінін

S: Серин

T: Треонін

V: Валін

W: Триптофан

Кодований геном білок за функціями належить до гідролаз, протеаз, тіолових протеаз. 
Задіяний у таких біологічних процесах, як транспорт, транспорт білків, убіквітинування білків, автофагія, альтернативний сплайсинг. 
Локалізований у цитоплазмі.